# جوليا أناس
جوليا إليزابيث أناس  (بالإنجليزية: Julia Annas)‏(ولدت عام 1946)، هي فيلسوفة بريطانية درست في الولايات المتحدة في الربع الأخير من القرن الماضي. كانت تعمل كأستاذ للفلسفة في جامعة أريزونا.

## السيرة الذاتية
جوليا تخرجت من جامعة أكسفورد في عام 1968 بدرجة البكالوريوس، ومن جامعة هارفارد بدرجة ماجستير عام (1970) ودرجة الدكتوراة عام (1972). كانت تعمل كزميل ومدرس في كلية سانت هيو أكسفورد لمدة خمسة عشر عاماً قبل أن تنضم إلى هيئة التدريس في أريزونا في عام 1986. كانت تركز على الدراسة القديمة للفلسفة اليونانية، بما في ذلك الأخلاق، وعلم النفس ونظرية المعرفة. وكانت أبحاثها الحالية تركز علي الأخلاق الأفلاطونية. تم انتخابها كزميل في الاكاديميه الأمريكية للفنون والعلوم في عام 1992، وزميل الجمعية الفلسفيه الامريكية في عام 2013. هي مؤسسة ورئيسة التحرير السابقة لمجلة أكسفورد السنوية للدراسات في الفلسفة القديمة. وهي متزوجة من الباحث ديفيد أوين، وهو أيضاً أستاذ الفلسفة في جامعة أريزونا.

## فلسفة
جوليا أناس دعت إلي الأخلاق الحميدة بناءً على الأفكار المنسوبة إلى الفيلسوف اليوناني أرسطو وجعلها ذات صلة أخلاقية بالخطاب المعاصر. وقد جادلت بأن الأخلاق الفاضلة تنطوي على «المنطق العملي» والتي يمكن مقارنتها «بممارسة المهارات العملية».

## كتاباتها الرئيسية

### كتب
- Virtue and Law in Plato and Beyond (Oxford, 2017)
- Intelligent Virtue (Oxford, 2011).
- Plato: A Very Short Introduction (Oxford, 2003).
- Ancient Philosophy: A Very Short Introduction (Oxford, 2000).
- Voices of Ancient Philosophy: An Introductory Reader (Oxford, 2000).
- Platonic Ethics, Old and New (Cornell, 1999).
- Annas، Julia (1993). The Morality of Happiness. Oxford University Press. ISBN:978-0-19-509652-1. مؤرشف من الأصل في 2020-03-20. (reprint 1995, (ردمك 978-0-19-509652-1))
- Hellenistic Philosophy of Mind (California, 1992).
- The Modes of Scepticism (Cambridge, 1985), with Jonathan Barnes.
- An Introduction to Plato's Republic (Oxford, 1981).
- Aristotle's Metaphysics, Books M and N, translated with introduction and notes, (Oxford 1976).

### ترجمات
- Plato, Statesman (Cambridge, 1995), with Robin Waterfield.
- Sextus Empiricus, Outlines of Scepticism (Cambridge, 1994), with Jonathan Barnes.
- Aristotle, Aristotle's Metaphysics Books M and N (Oxford, 1976).

### مقالات
- "What are Plato's "Middle" Dialogues in the Middle Of?" (Harvard University Press, 2002)
- "Democritus and Eudaimonism" (Presocratic Philosophy: Essays in Honour of Alex Mourelatos, edited by Victor Caston and Daniel Graham, Ashgate, Aldershot, 2002)
- "Aristotle and Kant on Morality and Practical Reasoning" (Aristotle, Kant & The Stoics,ed. S. Ergstrom and J. Whiting, Cambridge 1996)
- "Virtue and Eudaimonism" (Virtue and Vice, ed. E. Paul, J. Jaul and F. Miller, Cambridge, 1998)
- "Prudence and Morality in Ancient and Modern Ethics" (Ethics, January 1995)
- "Epicurus on Agency" (Passions and Perceptions, Cambridge, 1993)
- "The Good Life and the Good Lives of Others" (The Good Life and the Human Good, Cambridge, 1992)
- "Plato the Sceptic" (Oxford Studies in Ancient Philosophy, Supp. Vol., 1992).
- "Plato's Myths of Judgement" (Phronesis Vol. 27 No. 2, 1982; pp. 119–143).

## روابط خارجية
- Author's website (Her website includes several downloadable articles)]
- Review of Morality of Happiness
- Review of Intelligent Virtue